# Esmeralda (Villa Montes)
Esmeralda (también llamado Fortín Esmeralda o La Esmeralda) es una localidad de Bolivia, perteneciente al municipio de Villa Montes de la provincia del Gran Chaco en el departamento de Tarija.
Se encuentra a orillas del Río Pilcomayo, en la triple frontera entre Bolivia, Paraguay y Argentina, limitando con las localidades de Pozo Hondo (Paraguay) y Santa Victoria Este (Argentina), respectivamente.
La localidad de Esmeralda está ubicada a 157 km de la ciudad de Villa Montes y a 366 km de Tarija, la capital departamental. 
En la actualidad se encuentra escasamente poblada, contando con unos 200 habitantes aproximadamente.

## Toponimia
Recibe el nombre de Esmeralda porque las aguas del Río Pilcomayo en esta zona se tornaban de color verde esmeralda debido al reflejo de los árboles, por la abundante vegetación que había en esta zona del Chaco, ya que cuando se fundó casi toda la zona era prácticamente selva virgen.

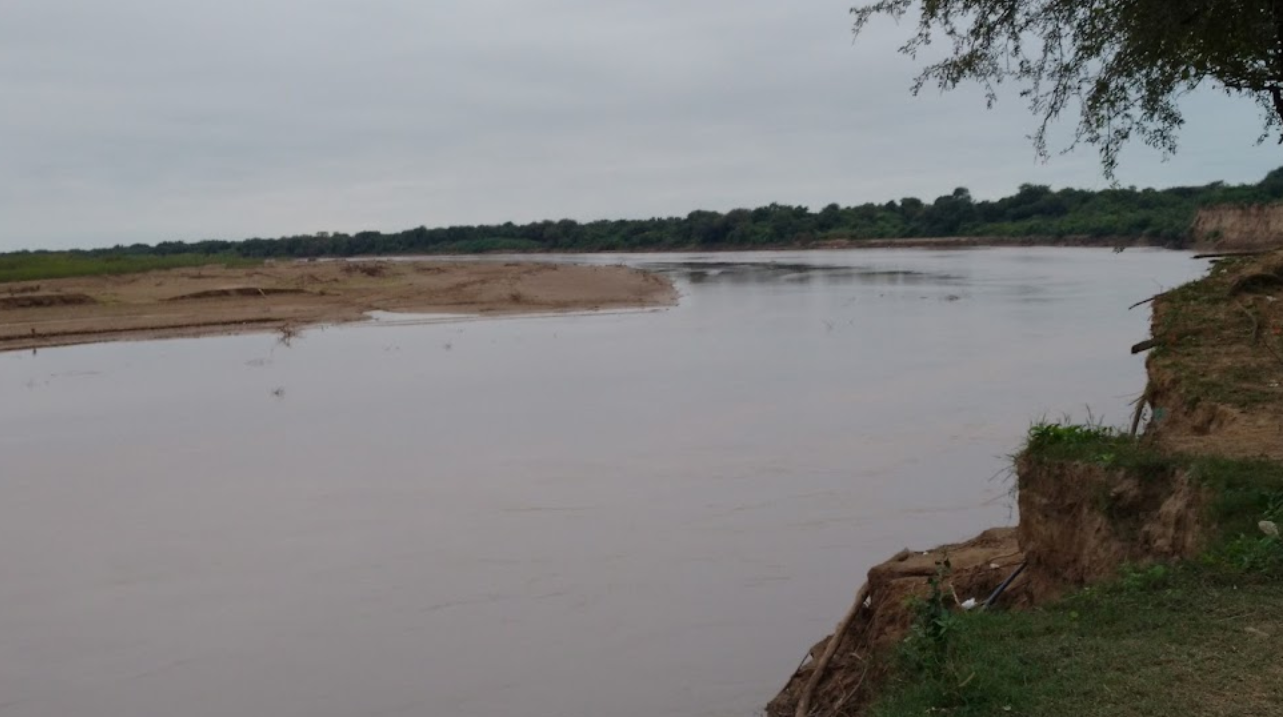
Río Pilcomayo en Esmeralda.

## Historia
Fue fundada en el año 1904 por el ejército boliviano, con el nombre de Fortín Esmeralda, en el contexto previo a la Guerra del Chaco (1932 - 1935). Durante la guerra fue un importante punto de abastecimiento entre los fortines bolivianos más grandes de aquella zona (Ibibobo, Guachalla y Ballivián). 
En los últimos años de la guerra fue ocupado por el ejército paraguayo, pero en 1938 luego de la firma del Tratado de paz, amistad y límites quedó definitivamente dentro de territorio boliviano.
Desde entonces se convirtió en un puesto militar que servía como límite de frontera entre Bolivia y Paraguay, erigiéndose en allí el Hito I Esmeralda.

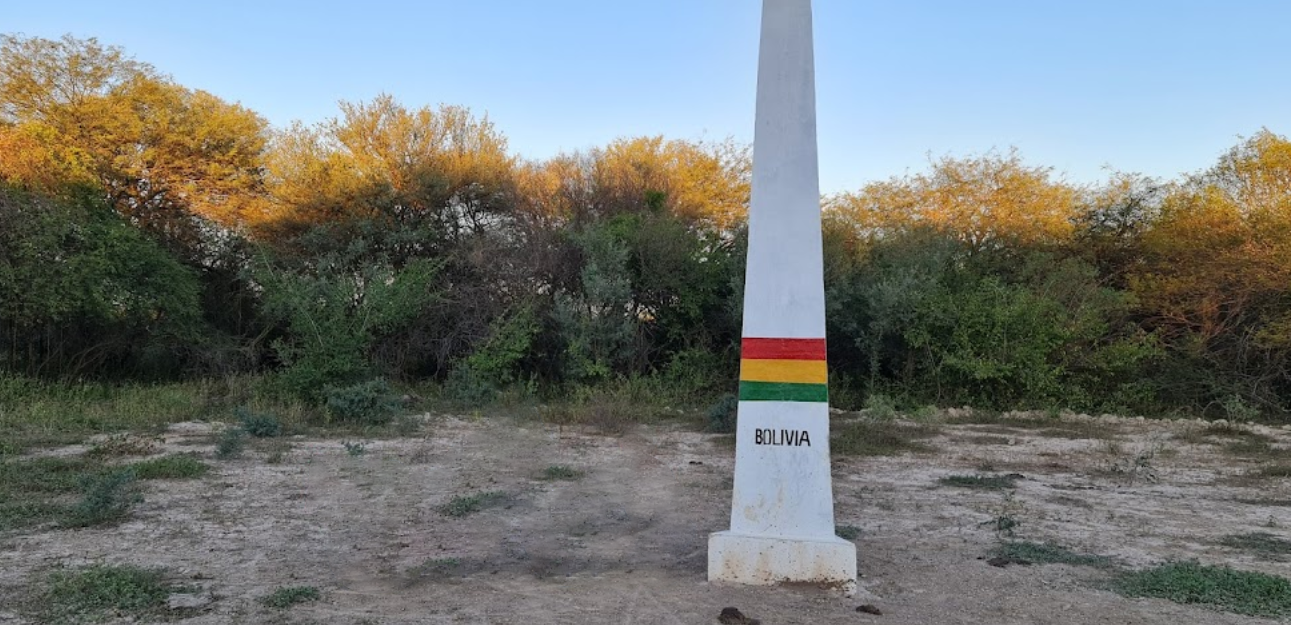
Hito fronterizo I Esmeralda.

Recién en la década de los 80s se empezó a poblar la zona con civiles, ya que hasta entonces los únicos pobladores eran militares.
En el año 1997 se constituyó la cuadrícula urbana del pueblo actual, y desde entonces la localidad ha crecido poco a poco, contando en la actualidad con electricidad, agua, internet y un camino de ripio que lo conecta directamente con la Ruta Nacional 11.

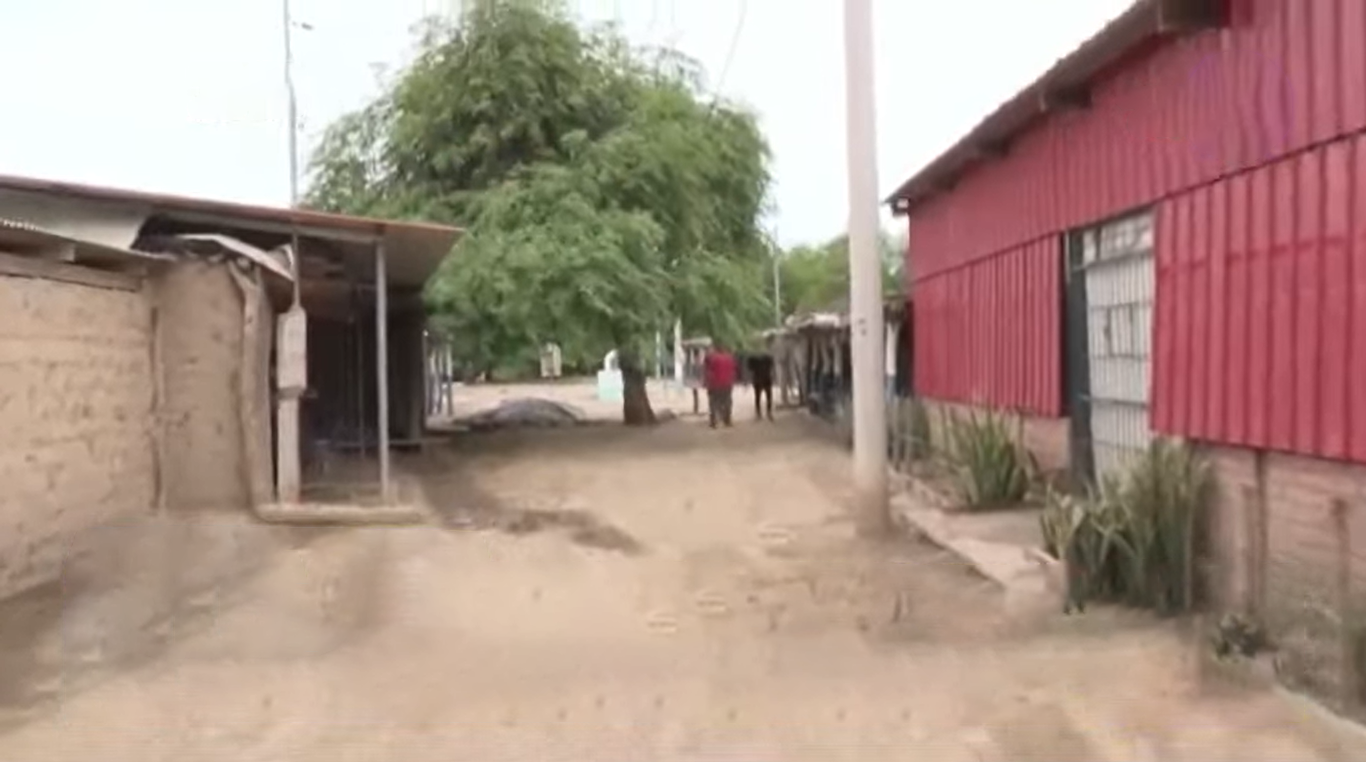
Casas del pueblo de Esmeralda.

## Clima
El clima en esta región del Chaco Boreal se clasifica como semiárido cálido, siendo uno de los más extremos y hostiles de Bolivia, que se destaca por sus altas temperaturas, que llegan hasta los 46 °C a la sombra en verano y temperaturas de hasta -7 °C bajo cero en invierno.
La localidad sufre frecuentemente de sequías y también de vez en cuando de inundaciones cuando las lluvias desbordan las aguas del Río Pilcomayo.

## Economía
La mayoría de sus habitantes se dedican a la ganadería, la agricultura, la pesca y el comercio minorista con Argentina y Paraguay.

## Infraestructura
En la actualidad la zona cuenta con una infraestructura escasa y precaria, pero existen planes para crear una ciudad fronteriza con aduanas funcionales en los próximos años, debido a su ubicación estratégica en la triple frontera y también por la construcción y asfaltado del Corredor Bioceánico del lado paraguayo.